# Henry Scheffé
Henry Scheffé (ur. 11 kwietnia 1907 w Nowym Jorku, zm. 5 lipca 1977 w Berkeley) – amerykański statystyk.
Jest twórcą testu post hoc zwanego od jego nazwiska testem Scheffégo oraz współtwórcą (razem z Erichem Leo Lehmannem) twierdzenia Lehmanna–Scheffégo.